# Annelise Reenberg
Annelise Reenberg (* 16. September 1919 in Kopenhagen; † 12. Dezember 1994 in Gentofte) war eine dänische Regisseurin, Kamerafrau und Drehbuchautorin.

## Leben
Annelise Reenberg war die Tochter des Schauspielerehepaares Holger Reenberg und Magda Helene Borving Eriksen. Ihre Halbgeschwister sind die Schauspieler Palle Reenberg, Jørgen Reenberg und Elga Svendsen.
Sie machte zunächst in Kopenhagen eine Ausbildung zur Fotografin. Ab 1944 war sie als Filmregisseurin tätig, im gleichen Jahrzehnt begann sie ihre Arbeit als Kamerafrau. Zudem betätigte sie sich auch bei zahlreichen dänischen Filmen als Drehbuchautorin. Zumeist war sie im Auftrag von Nordisk Film tätig. Ihr gesamtes Schaffen besteht aus über 30 Film-und-Fernsehproduktionen. Ab Ende der 1970er-Jahre war sie im Ruhestand. Reenberg war unverheiratet und kinderlos.
Für ihre Kameraarbeit an Kristinus Bergman  wurde Reenberg 1949 mit dem Bodil-Spezialpreis ausgezeichnet.
Annelise Reenberg starb am 12. Dezember 1994 im Alter von 75 Jahren. Ihre Grabstätte befindet sich auf dem Mariebjerg-Kirkegard in Gentofte.

## Filmografie (Auswahl)
- 1943: Kriminalassistent Bloch
- 1944: Lev livet let
- 1945: En ny dag gryer
- 1947: De pokkers unger
- 1955: Bruden fra Dragstrup
- 1960: Baronesse (Baronessen fra benzintanken)
- 1961: Peters baby
- 1962: Han, hun, Dirch og Dario
- 1963: Fräulein unberührt (Frøken Nitouche)
- 1965: 39 Seemänner und ein Mädchen (Een pige og 39 sømænd)
- 1966: Kleine Sünder – große Sünder (Min søsters børn)
- 1967: Sünder überall (Min søsters børn på bryllupsrejse)
- 1968: Min søsters børn vælter byen
- 1969: Ta' lidt solskin
- 1970: Hurra for de blå husarer
- 1971: Min søsters børn når de er værst